# Thành Hưng
Thành Hưng là một xã thuộc huyện Thạch Thành, tỉnh Thanh Hóa, Việt Nam.
Xã Thành Hưng có diện tích 10,1 km², dân số năm 1999 là 4388 người, mật độ dân số đạt 434 người/km².